# 佐藤まゆみ
佐藤 まゆみ（さとう まゆみ、7月3日 - ）は、圭三プロダクション所属のアナウンサー。福島県南相馬市出身。

## 職歴
- テレビ朝日 おはようテレビ朝日 コーナー司会
- テレビ朝日 明日の経営戦略」 キャスター
- テレビ東京 快進撃カンパニー キャスター
- 千葉テレビ 経営ビッグバンシリーズ 司会
- 千葉テレビ 発想の原点! 司会

等、経営者との対談番組、IT関連番組のキャスターを務める。今までに対談した経営者や各界著名人は、300人を越える。